# Tatiana Roque
Tatiana Marins Roque (Rio de Janeiro, 24 de abril de 1970) é uma professora, matemática e política brasileira, filiada ao Partido Socialista Brasileiro (PSB).

## Biografia
É professora do Instituto de Matemática da Universidade Federal do Rio de Janeiro (UFRJ), com doutorado em engenharia de produção pelo Instituto Alberto Luiz Coimbra de Pós-Graduação e Pesquisa em Engenharia (Coppe) da UFRJ. Sua área de pesquisa abrange a historiografia da matemática, relações entre história e ensino de matemática e história das teorias de equações diferenciais e da mecânica celeste na virada do século XIX para o XX.
Seu livro História da matemática: uma visão crítica, desfazendo mitos e lendas (2012) obteve o segundo lugar na categoria "Ciências Exatas, Tecnologia e Informática" do Prêmio Jabuti de 2013, e seu livro O dia em que voltamos de Marte (2021) esteve entre os finalistas do mesmo prêmio na categoria "Ciências" em 2022.

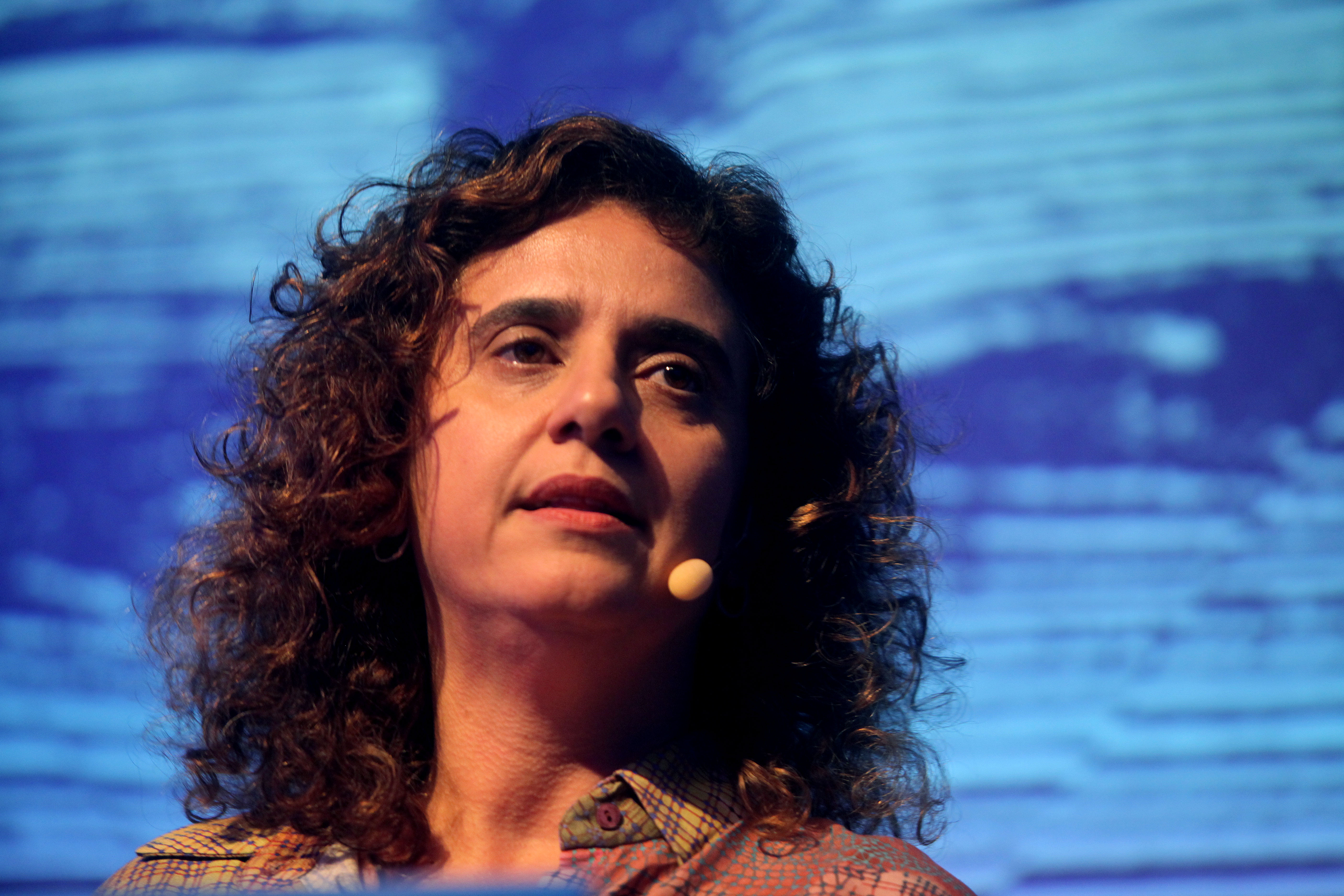
Tatiana Roque no Congresso Internacional de Matemáticos de 2018

Foi palestrante convidada do Congresso Internacional de Matemáticos no Rio de Janeiro, em 2018, e coordenadora do Fórum de Ciência e Cultura da UFRJ entre 2019 e 2022. É vice-presidente da Rede Brasileira de Renda Básica, que defende a implementação da renda básica de cidadania.

## Carreira política
Em 2018, foi candidata a deputada federal pelo PSOL no Rio de Janeiro, e recebeu 15.789 votos, não sendo eleita. Em 2022, concorreu ao mesmo cargo pelo PSB e recebeu 30.764 votos, não sendo eleita e tornando-se a primeira suplente de Eduardo Bandeira de Mello.

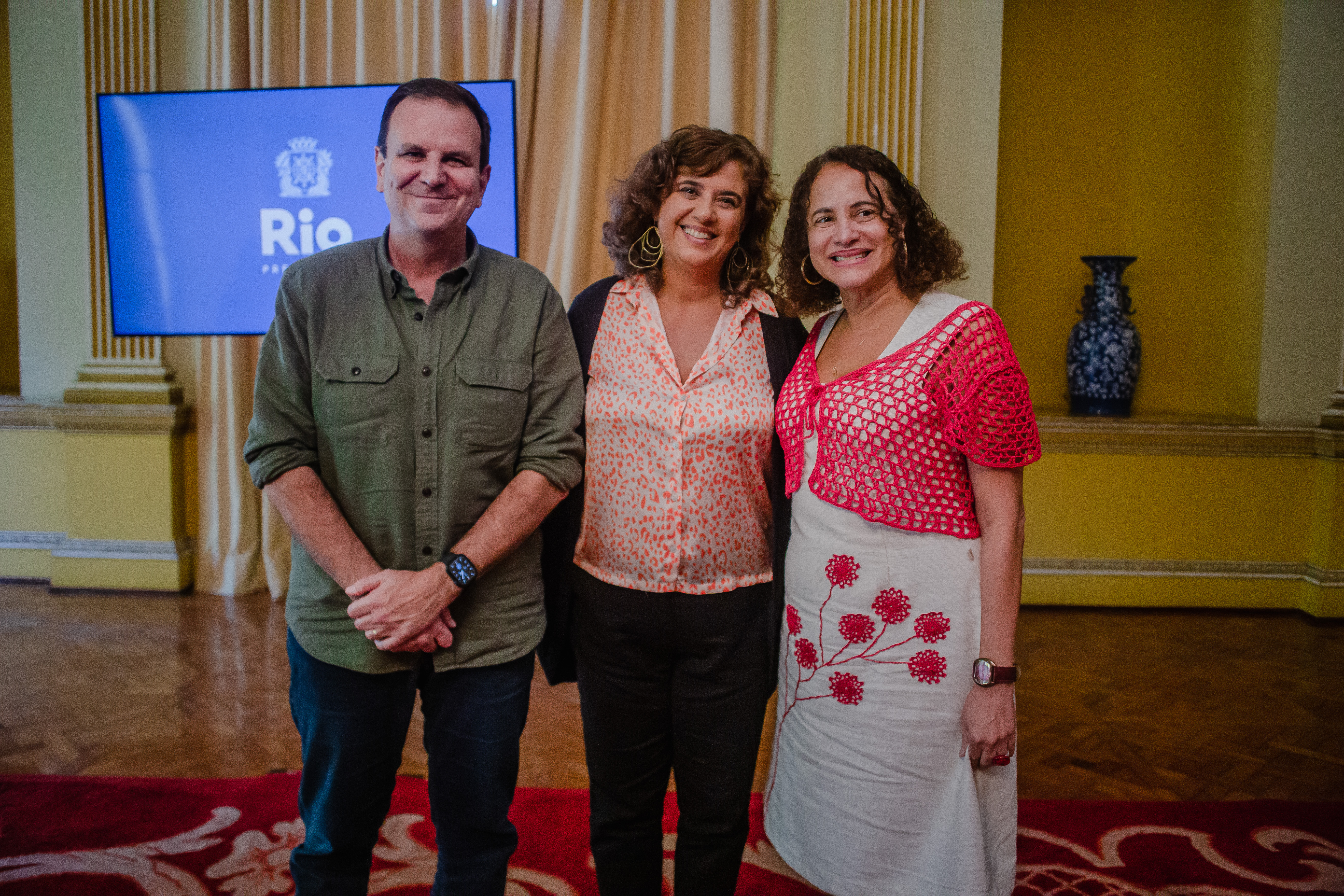
Tatiana Roque com o prefeito Eduardo Paes e a ministra da Ciência, Tecnologia e Inovação Luciana Santos em 2023

Em fevereiro de 2023, Tatiana Roque assumiu o cargo de Secretária de Ciência e Tecnologia do município do Rio de Janeiro, sendo nomeada pelo prefeito Eduardo Paes (PSD). Ocupou a secretaria até abril de 2024, quando foi exonerada para concorrer a vereadora na eleição municipal do mesmo ano, sendo sucedida por Thereza Paiva. No pleito, Roque foi eleita vereadora do Rio de Janeiro pelo PSB com 16.957 votos.
Logo após tomar posse como vereadora, Paes voltou a nomear Tatiana Roque como secretária municipal de Ciência e Tecnologia, deixando o suplente Wagner Tavares em seu lugar na Câmara Municipal do Rio de Janeiro. Em março de 2025, ela foi eleita presidente municipal do PSB no Rio de Janeiro.

## Obras
- FRANCESCHELLI, S. (Org.); ROQUE, Tatiana (Org.); PATY, M. (Org.). Chaos & systèmes dynamiques: Éléments pour une épistémologie. 1. ed. Paris: Hermann, 2007. ISBN 978-2705666873
- ROQUE, Tatiana. História da Matemática: uma visão crítica, desfazendo mitos e lendas. Rio de Janeiro: Jorge Zahar, 2012. 511p. ISBN 978-8537808887
- ROQUE, Tatiana; GIRALDO, V. A. (Org.). O Saber do Professor de Matemática - Ultrapassando a Dicotomia Entre Didática e Conteúdo. 1. ed. Rio de Janeiro: Ciência Moderna, 2014. v. 1. 216p. ISBN 978-8539904723
- SCHUBRING, G. (Org.); ROQUE, Tatiana (Org.). O Curso de Análise de Cauchy: uma edição comentada. 1. ed. Rio de Janeiro: Sociedade Brasileira de Matemática, 2016. 410p. ISBN 978-8583371830
- ROQUE, Tatiana. O Dia em que Voltamos de Marte: uma história da ciência e do poder com pistas para um novo presente. 1. ed. São Paulo: Planeta, 2021. v. 1. 368p. ISBN 978-6555354836